# Lautenbach (Ablach)
Der Lautenbach ist ein etwas über zwei Kilometer langer orographisch rechter und südlicher Zufluss der Ablach vor dem Dorf Göggingen der Gemeinde Krauchenwies im baden-württembergischen Landkreis Sigmaringen.

## Verlauf

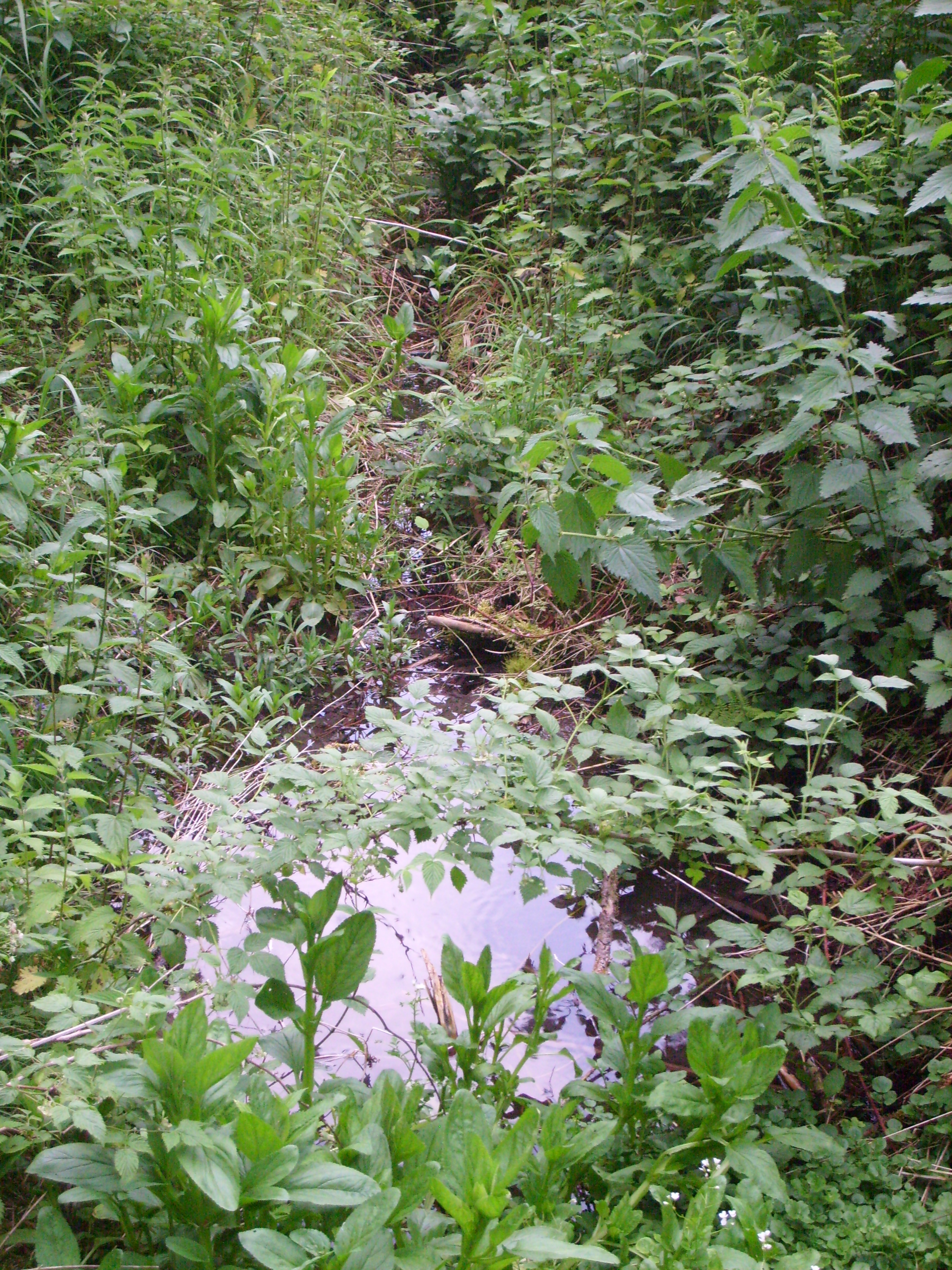
Lautenbachquelle

Der Lautenbach entspringt zwei Quellen auf etwa 640 m ü. NHN im hohenzollerischen Forstwald auf der Gemarkung Ringgenbach der Stadt Meßkirch. Die Hauptquelle war früher in drei aufeinander folgende Becken gefasst; die Nebenquelle ist nicht viel mehr als ein Graben. Beide Quelläste, die Pfohsand mitführen, vereinigen sich bald. Der so entstandene Lautenbach fließt in nördliche Richtung, schon nach Kurzem in offener Flur und lange an einer Kiesgrube auf dem rechten Hang über seiner eingekerbten Mulde vorbei. Am Übergang zur Ablach-Flussaue läuft von rechts der nur etwa 200 Meter lange Abfluss des Kohlbrunns am Unterhang zu. In der breiten Flussaue unterquert er die Bundesstraße 311 zwischen dem Dorf Leitishofen von Meßkirch im Westen und dem näher gelegenen Dorf Göggingen der Gemeinde Krauchenwies im Osten und mündet gleich an der anderen Straßenseite von rechts auf etwa 589 m ü. NN von rechts in die mittlere Ablach.
Während seines gesamten Nordlaufs ist der Lautenbach Grenze zwischen der Gemarkung Ringgenbach der Stadt Meßkirch am linken und der Gemarkung Göggingen der Gemeinde Krauchenwies am rechten Ufer.

## Geschichte
Die Quellschüttung war früher um ein Vielfaches höher, so dass im Lautenbach neben dem Weißfisch auch die Forelle heimisch war. Ein Fang der Fische war selbst im Winter durch einfaches Aufstauen des Fließgewässers möglich. Nach der Errichtung der Hausmülldeponie nahe der Lautenbachquelle am Westrand des Einzugsgebiets, die zum 31. Dezember 1998 wieder stillgelegt wurde, sowie der großflächigen Erweiterung des erwähnten Kiesabbaus südlich von Göggingen fand dies ein Ende.

## Schutzgebiet
- Der Meßkircher Gebietsanteil am Einzugsgebiet im Südwesten und westlich des Bachlaufs liegt im Naturpark Obere Donau.